# David Schultz (luchador)
David Leslie Schultz (Palo Alto (California), 6 de junio de 1959-Municipio de Newtown, Pensilvania, 26 de enero de 1996) fue un deportista estadounidense especialista en lucha libre olímpica donde llegó a ser campeón olímpico en Los Ángeles 1984. Era hermano del luchador Mark Schultz, también medallista olímpico. 

## Carrera deportiva
Schultz se destacó durante su etapa juvenil, combatiendo en el estilo de lucha greco romana. En 1977 obtuvo la medalla de oro en su categoría en el Campeonato Panamericano de Lucha. Posteriormente asistiría a la Universidad Estatal de Oklahoma y a la Universidad de Oklahoma, compitiendo con los equipos de lucha de ambas instituciones en los torneos de la División I de la NCAA. En 1982, pese a su disconformidad con las reglas que regían a la lucha universitaria, conquistaría el título de campeón nacional de la NCAA.
Su carrera estuvo plagada de éxitos: siempre en la categoría 74 kg y en la modalidad de lucha libre, fue campeón en el Campeonato Mundial de Lucha de 1983 celebrado en Kiev, ganó cuatro ediciones de la Copa Mundial de Lucha (1980, 1982, 1994 y 1995), obtuvo medalla de oro en los Juegos Panamericanos de 1987 y medalla de plata en los Juegos Panamericanos de 1995, y fue subcampeón en la Universiada de 1981.
En los Juegos Olímpicos de 1984 celebrados en Los Ángeles ganó la medalla de oro en lucha libre olímpica de pesos de hasta 74 kg, compartiendo podio con el alemán Martin Knosp (plata) y con el yugoslavo Šaban Sejdi (bronce).
Posteriormente competiría en los Goodwill Games, ganando la medalla de oro en la edición de 1986 y la medalla de plata en la de 1994.  
Además de su carrera como luchador, Schultz también se desempeñó como entrenador en diversos periodos en la Universidad de Oklahoma, la Universidad de Stanford y la Universidad de Wisconsin-Madison. Entre 1993 y 1996 trabajó para el Team Foxcatcher, un club privado que entrenaba luchadores.

## Asesinato
El 26 de enero de 1996 el excéntrico multimillonario John du Pont, dueño del Team Foxcatcher, le disparó fatalmente a Schultz frente a la residencia donde el luchador residía. Jamás se aclaró el motivo del homicidio, debido a que los abogados de du Pont sostuvieron durante el juicio en su contra que padecía de enfermedades mentales que habían alterado su percepción de la realidad, por lo que sus actos no podían ser considerados como libres y voluntarios. 